# コバニ衝突 (2024年)
コバニ衝突（コバニしょうとつ）は、マンビジュ攻勢の成功を受けて、親トルコ派のシリア国民軍（SNA）とトルコ空軍がシリア民主軍（SDF）に対して行った軍事作戦である。この攻勢は、クルド人が多数を占める都市コバニと、ユーフラテス川の東にあるアイン・アル・アラブ地区の陣地を占領する目的で開始された。攻勢は、コバニの田園地帯と、最近占領したマンビジ地区の領土とアイン・アル・アラブ地区の間にあるユーフラテス川沿いのティシュリン・ダムへの多数の空爆によって開始された。

## 攻撃
2024年12月8日、ユーフラテス川の重要な交差点であるM4高速道路(シリア)のカラ・クオザック橋とティシュリン・ダムで衝突が起きた、この時SDFは数十人のSNA戦闘員を殺害したと主張している。
12月9日、親トルコ派のシリア国民軍（SNA）がユーフラテス川河畔のティシュリン・ダムに対して無人機攻撃を行い、発電インフラに深刻な被害をもたらした。この攻撃によって施設は部分的に機能しなくなり、ダムに電力を依存している多くの人口集中地区で広範囲に停電が発生した。ダム職員は周囲の戦闘行為によって施設内に閉じ込められ、地域全体の重要な民間インフラであることから、ダムでの戦闘行為をすべて停止するよう職員から緊急の要請があった。12月9日には、マンビジの東にあるカルクザク橋付近のSDF陣地に対するトルコ軍の無人機攻撃で、SDF戦闘員11人も死亡した。
コバニ、アイン・イッサ、ゾルミキサー、ベルケル・ヒル、ミシュテヌール・ヒル、ケレコザクス橋とその付近の陣地は同日、無人航空機で爆撃された。Qereqozax橋の無人爆撃機による空爆で、自衛隊の国内治安部隊の戦闘員3人が死亡した。コバニ郊外のコン・エフタル村では、子ども2人が重火器で殺害された。
この空爆は、同地のダムをシリア民主軍（SDF）の支配から外し、アイン・アル・アラブ地区へ横切るためのトルコの支援を受けた部隊による地上作戦と相まって、数十人のSNA部隊の死亡と数台の車両の損失につながったと伝えられている。
また12月11日には、SDFのマンビジ軍事評議会の戦闘員6人が、アイン・アル・アラブの南にあるカルクザク橋付近でトルコ軍の無人機による空爆を受けて死亡した。マンビジに帰るために橋を渡っていた民間人の車が機関銃の標的になり、高齢の女性が死亡、孫が負傷した。
12月12日、シリア人権監視団（SOHR）は、トルコ軍と「自由の夜明け作戦室」が、戦車やドローンなどの重火器を使ってティシュリン・ダムへの暴力的な攻撃を開始したと報告した。SOHRは、この攻撃はダムの故障を引き起こし、重大な人道的危機につながる可能性があると警告した。同日、アメリカの仲介による停戦が発表された。
12月14日、トルコ軍とSDFを停戦させるための国際連合の仲介による外交努力は破綻した。交渉が決裂した後、現地情報筋によると、トルコ軍とトルコの支援を受けた軍は、特にカルコザック橋付近とシリア・トルコ国境沿いのコバニの境界線など、戦略的な場所周辺で大規模な軍事動員を開始した。
イラクとシリアの水専門家は、ティシュリン・ダムへの継続的な軍事砲撃の後、ティシュリン・ダムの主壁に亀裂が生じたことを確認し、この地域で軍事戦闘が続けば、ダム決壊の可能性が高まると警告した。専門家らは、決壊した場合、高さ7メートルもの波がイラクに到達し、アンバール県のいくつかの河川集落が破壊される可能性があると予測した。
2024年12月、トルコが支援する派閥は、シリア民主軍など米国が支援するグループとの停戦を中止すると発表した。あるニュース記事はこう書いている： 複数の武装派閥の傘下であるSNAは月曜日、自衛隊に『我々との戦闘状態』に戻ることを通告した、と情報筋の一人がアル・モニターに報告した。情報筋によれば、SDFとSNAの交渉は「失敗」し、トルコ国境のクルド人の町コバニの東と西の地域で「大幅な軍事増強」が観察されているという。2024年12月17日、停戦は1週間延長された。2024年12月18日、トルコの支援を受けた軍団が停戦に違反し、SDF支配領域への侵攻を試みたが、侵攻は失敗に終わり、衝突で21人のSNA戦闘員が死亡、同様に5人のSNA隊員が拘束された。
12月に入ってからトルコ軍の空爆により、「自由の夜明け」作戦で20人のSDF兵士、15人の元SAA兵士、16人の民間人が死亡した。
さらに、アイン・アル・アラブ地方でクルド人ジャーナリスト2人がトルコ軍の空爆により死亡した。
12月21日、トルコ軍の空爆で市民5人が死亡。トルコ軍のティシュリン・ダム陣地への砲撃により、SDF戦闘員5人が死亡した。
12月22日、トルコによるコバニへの砲撃で2人の市民が死亡した。

## 関連記事
- コバニ包囲戦

1. ↑  12月13日4人死亡[5] 12月17日に4人死亡[6] 12月18日に21人死亡[7] 12月20日に5人死亡[8]
2. ↑  12月10日に数十人死亡[11]12月13日に210人死亡 [12]
3. ↑  12月17日に2人が死亡、12月20日に2人が死亡、 12月21日に5人が死亡、12月22日に2人が死亡